# 臺南火車站前圓環

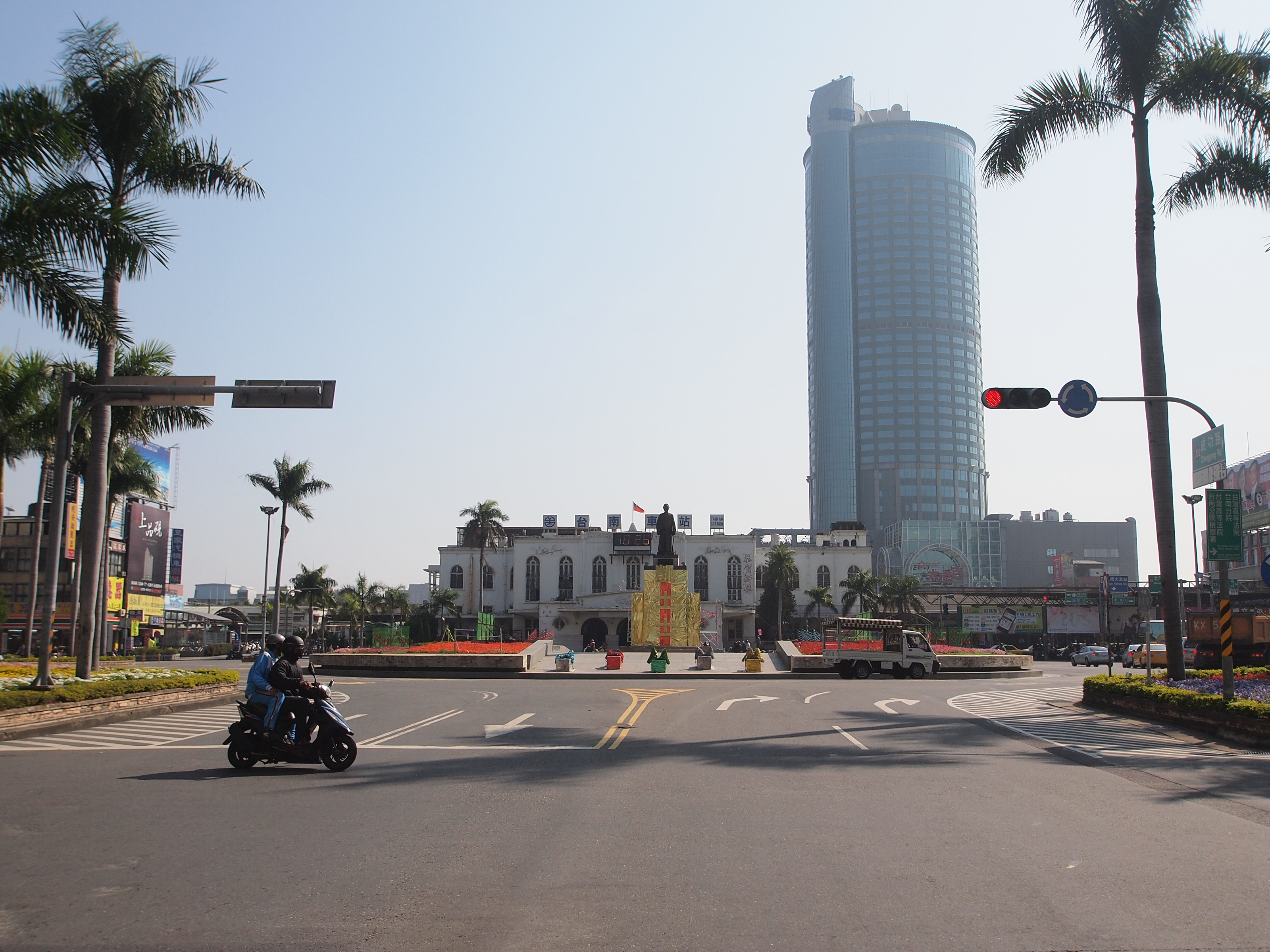
臺南火車站前圓環

臺南火車站前圓環，是位於臺南市中西區臺南車站前的圓環，連接北門路、富北街、成功路、中山路。

## 介紹

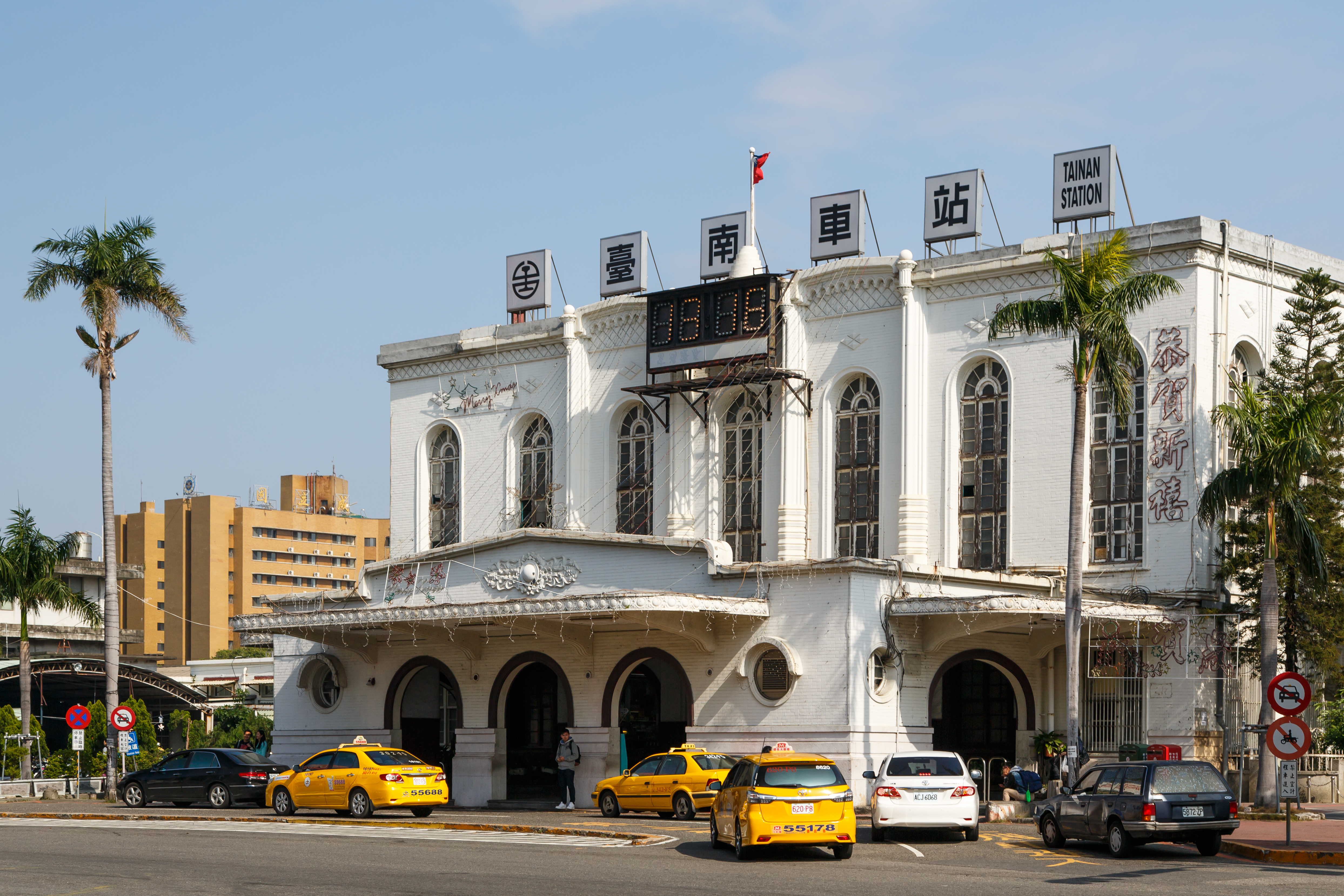
第二代台南車站

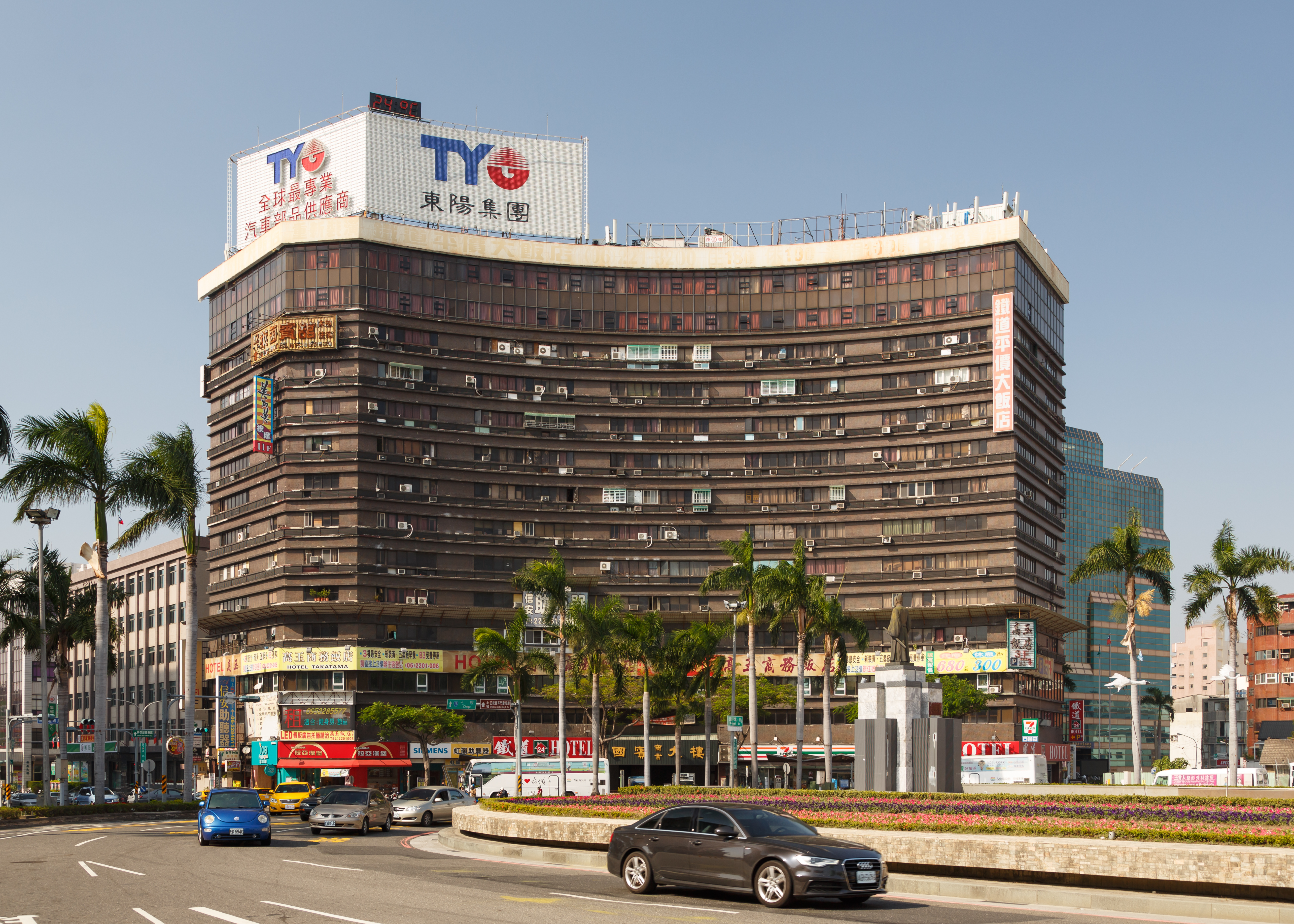
中華國賓商業大樓

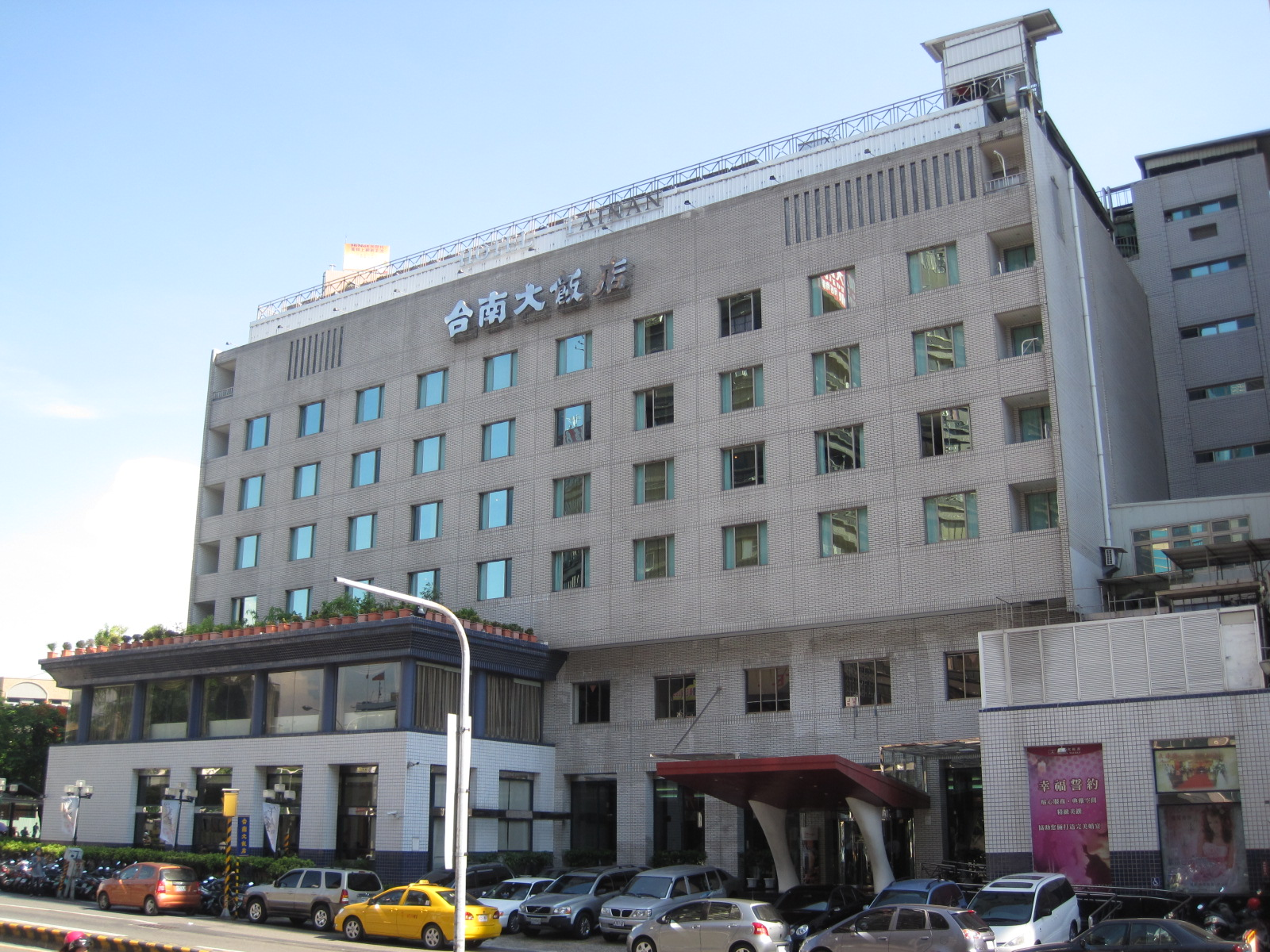
台南大飯店

臺南火車站於1900年5月15日完工，同年11月29日通車，而當時車站附近仍多為耕地。1911年公布的「臺南市區改正計畫」中，臺南火車站前圓環為其中一個圓環，並與大正町通(今 中山路)的大正公園（今 湯德章紀念公園）串聯，計畫建立臺南市的新軸線，一路上皆為重要的官署建築。1926年臺南運河竣工，加上1932年末廣町店舖住宅落成，此軸線更向推進至西端的碼頭，形成了當時台南市主要的行政與商業地帶，而臺南火車站前圓環即是位於此軸帶的東端，為台南市重要的交通節點。
圓環作為街道的端景，圓環中的人物塑像更強化了此政治符號的象徵。1912年2月25日，在圓環設置了後藤新平的壽像，此壽像為銅製立像，由大熊氏廣製作，一同製作的尚有一尊至於臺中公園內，在二戰後皆已不存。在臺南火車站前圓環的周遭景觀方面，最初的臺南車站為一洋風的木造車站，1936年改建為地上二層具折衷主義的第二代車站。在臺南車站前方有日本勸業銀行台南支店，其為西洋樣式的建築，其對面為東屋，一個日式旅館建築。
於1955年，為配合府城建城紀念，在圓環設置了鄭成功銅像，此像由林叔桓捐資、蒲添生塑造，在1957年5月25日落成揭幕。於1960年，台南市舉辦臺灣省國產品展覽會，唐榮鐵工廠為此在站前圓環立了一座鐵塔，至1979年拆除，此為仿造當時甫落成兩年的東京鐵塔。而東屋旅館在1960年代改建為台南大飯店，1970年台南東區扶輪社捐贈了一座鄭成功雕像，原日本勸業銀行建築在1981年10月被拆除改建為中華國賓商業大樓。
2006年因市政府「台南火車站前圓環中央廣場改善工程」，原本佇立於圓環中的「踢橄欖球雕像」移置台南市體育場，並於中央設置大型乾式噴泉，於每日上午八時至下午九時整點及半點進行水舞表演。圓環週邊區域亦進行改建，希望能展現新的門面意像，並更加突顯車站的本體。但目前水舞表演已全部停止。

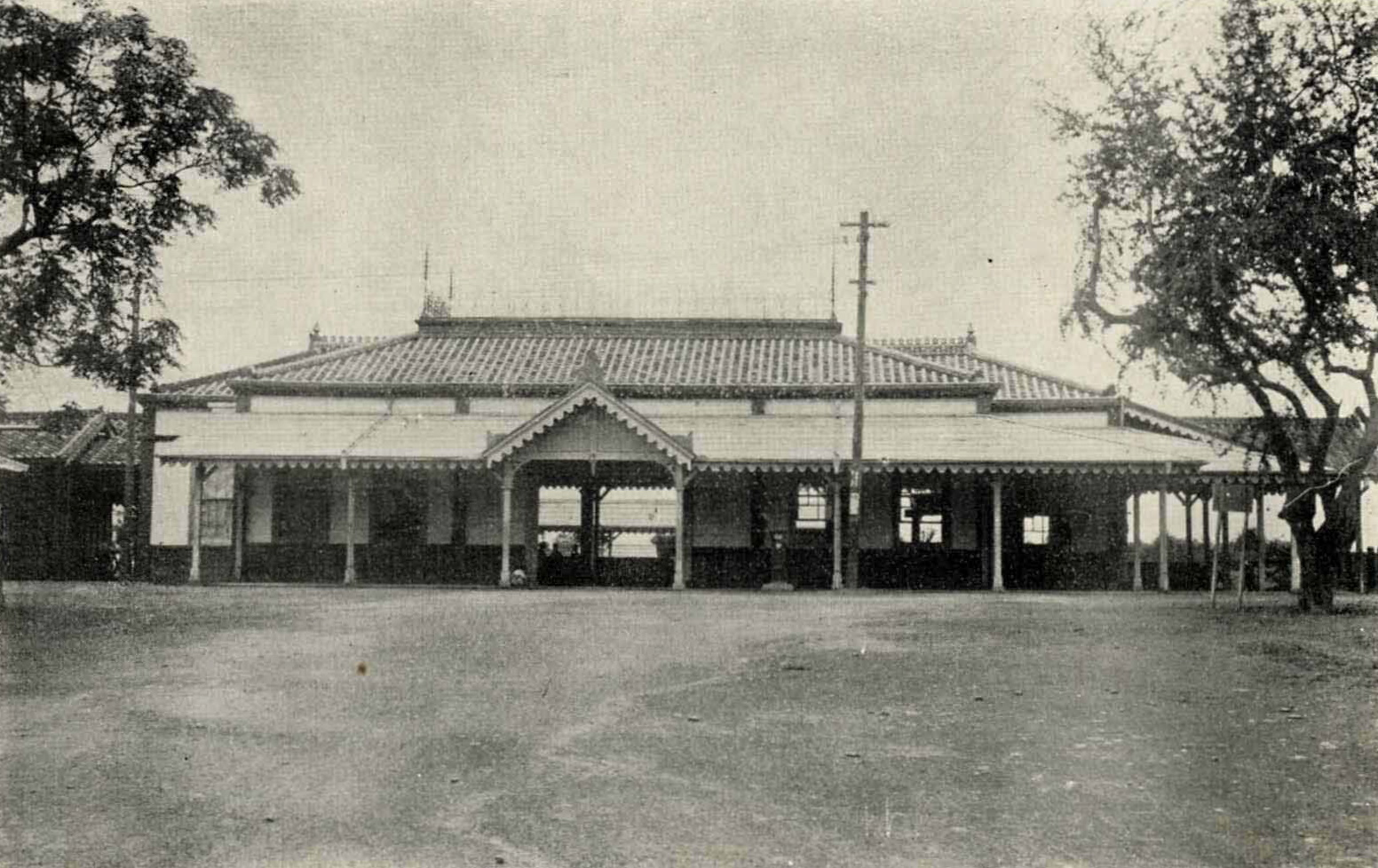
第一代臺南車站
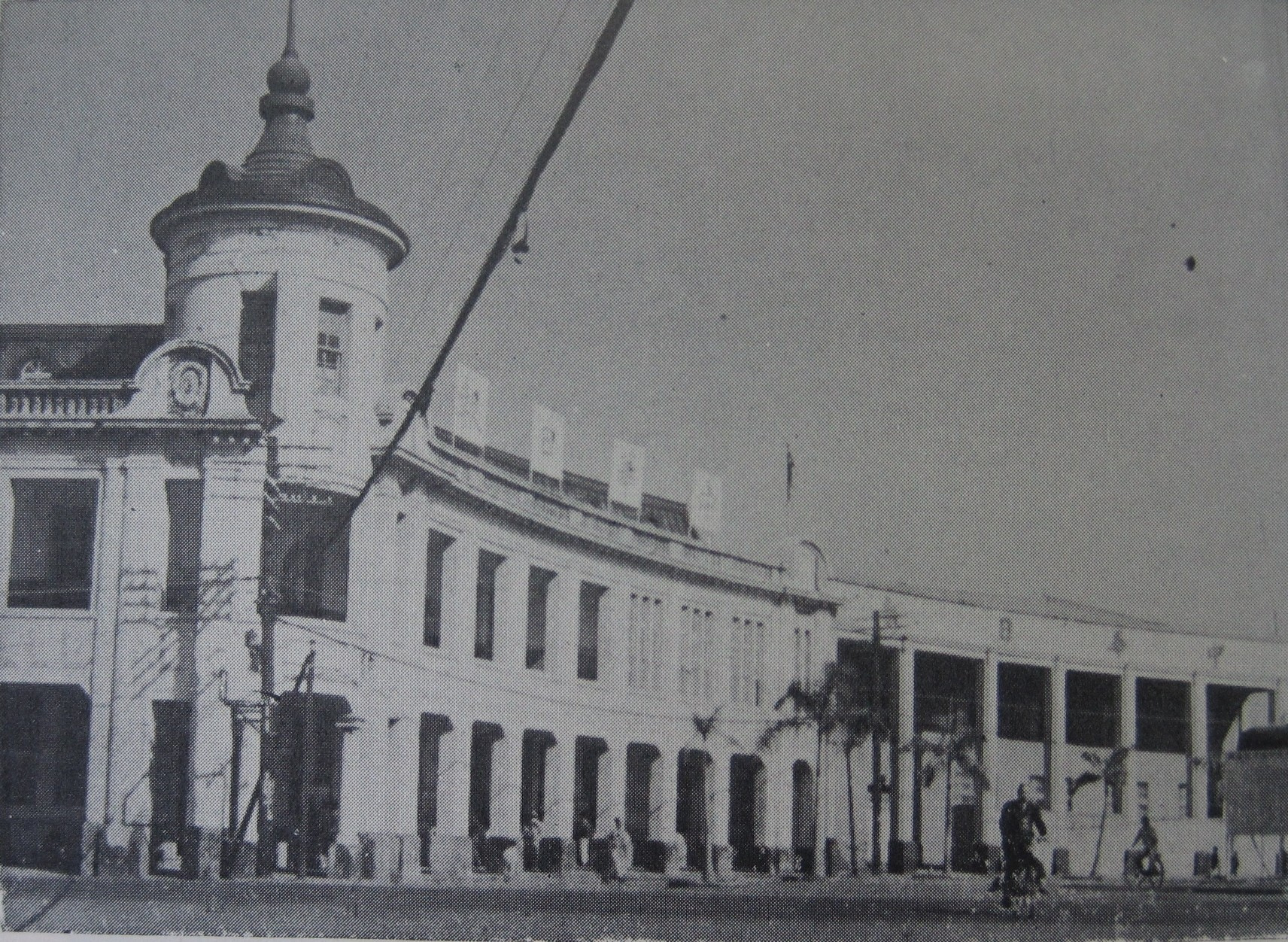
中華日報社
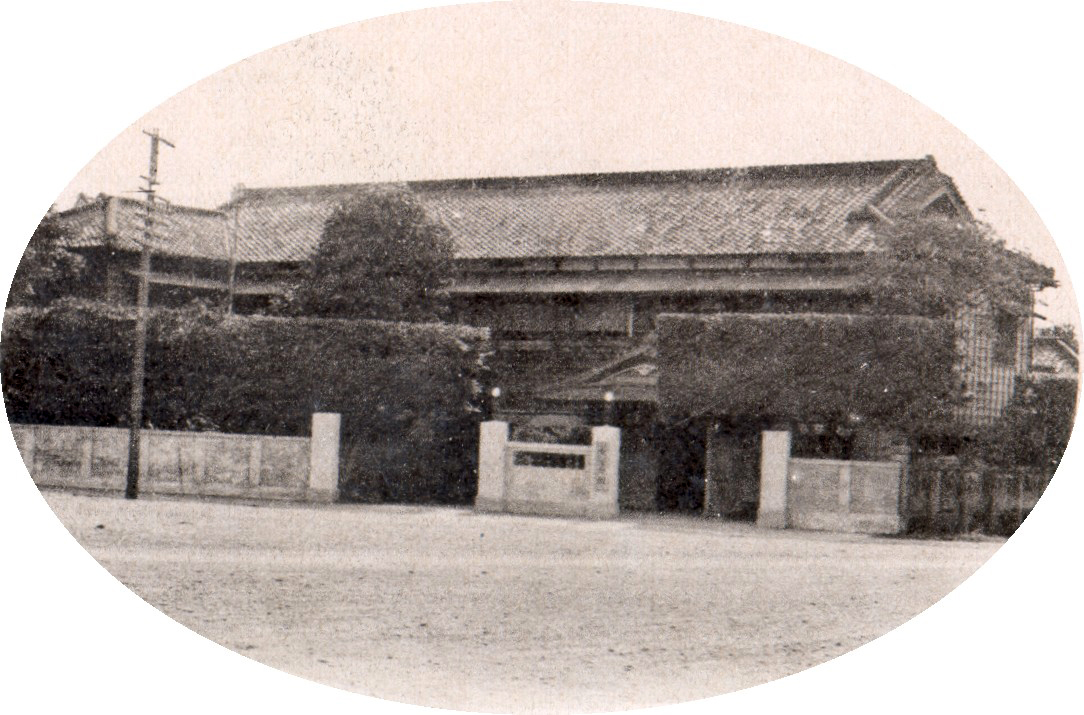
臺南東屋旅館

## 交通
臺南火車站前的公車站分為北站和南站，亦設有臺南市公共自行車租賃系統（T-Bike）。

## 附近地標
- 臺鐵臺南車站
- 中華國賓商業大樓（日本勸業銀行台南支店遷移後，由台灣日報社使用，戰後作為中華日報社）
- 臺南大飯店（原 東屋）
- 臺南文化創意產業園區（原 專賣局台南支局）
- 臺灣高等法院臺南分院（原 臺南商品陳列館）
- 臺灣鐵路管理局臺南貨運服務所
- 經濟部標準檢驗局臺南分局